# Chioninia
Genre
Synonymes
- Macroscincus Boulenger, 1887

Chioninia est un genre de sauriens de la famille des Scincidae.

## Répartition
Les espèces de ce genre sont endémiques des îles du Cap-Vert.

## Liste des espèces
Selon The Reptile Database (7 aout 2012) :
- Chioninia coctei (Duméril & Bibron, 1839)
- Chioninia delalandii (Duméril & Bibron, 1839)
- Chioninia fogoensis (O'shaughnessy, 1874)
- Chioninia geisthardti (Joger, 1993)
- Chioninia nicolauensis (Schleich, 1987)
- Chioninia spinalis (Boulenger, 1906)
- Chioninia stangeri (Gray, 1845)
- Chioninia vaillantii (Boulenger, 1887)

## Publications originales et redescription
- Boulenger, 1887 : Catalogue of the Lizards in the British Museum (Nat. Hist.) III. Lacertidae, Gerrhosauridae, Scincidae, Anelytropsidae, Dibamidae, Chamaeleontidae. London, p. 1-575 (texte intégral).
- Gray, J. E. 1845. Catalogue of the specimens of lizards in the collection of the British Museum. Trustees of die British Museum/Edward Newman, London: xxvii + 289 pp., p. 116. (texte intégral).
- Mausfeld, Böhme, Misof, Vrcibradic & Rocha, 2002 : Phylogenetic Affinities of Mabuya atlantica Schmidt, 1945, Endemic to the Atlantic Ocean Archipelago of Fernando de Noronha (Brazil): Necessity of Partitioning the Genus Mabuya Fitzinger, 1826 (Scincidae: Lygosominae). Zoologischer Anzeiger, vol. 241, p. 281–293.